# Petar Đorđić
Petar Đorđić (Šabac, 17 de septiembre de 1990) es un jugador de balonmano serbio que juega de lateral izquierdo en el RK Partizan y en la selección de balonmano de Serbia.

## Palmarés

### Flensburg
- Recopa de Europa de Balonmano (1): 2012

### Meshkov Brest
- Liga de Bielorrusia de balonmano (2): 2018, 2019
- Copa de Bielorrusia de balonmano (1): 2018

### Benfica
- Liga Europea de la EHF (1): 2022

### Vojvodina
- Liga de Serbia de balonmano (1): 2024

## Clubes
- HSG Wetzlar (2008-2010)
- SG Flensburg-Handewitt (2010-2013)
- HSV Hamburg (2013-2015)
- SG Flensburg-Handewitt (2015-2017)
- Meshkov Brest (2017-2019)
- SL Benfica (2019-2023)
- RK Vojvodina (2024)
- RK Partizan (2024- )